# Things That Never Cross a Man's Mind
«Things That Never Cross a Man's Mind»  — третій сингл першого альбому американської кантрі співачки Келлі Піклер — «Small Town Girl». В США вийшов 10 вересня 2007. На «Billboard» «Hot 100» пісня посіла 16 місце, а на «Billboard» «Hot Country Songs» — 96 місце.

## Список пісень
| #  | Назва                                  | Тривалість |
| -- | -------------------------------------- | ---------- |
| 1. | «Things That Never Cross a Man's Mind» | 3:12       |

## Чарти
| Чарт (2007-2008)                         | Місце |
| ---------------------------------------- | ----- |
| U.S. Billboard Hot Country Songs         | 16    |
| U.S. Billboard Hot 100                   | 96    |
| Canadian Radio & Records Country Singles | 33    |